# Acrosanthes anceps
Acrosanthes anceps är en isörtsväxtart som först beskrevs av Carl Peter Thunberg, och fick sitt nu gällande namn av Otto Wilhelm Sonder. Acrosanthes anceps ingår i släktet Acrosanthes och familjen isörtsväxter. Inga underarter finns listade i Catalogue of Life.